# Cheer Future
Cheer Future är en cheerleadingförening från Boden som grundades 2008 av gamla cheerleaders som tränat i Bodens Cheer- och gymnastikklubb. Cheerleadingverksamheten i staden växte först fram under 1990-talet, då man ägnade sig åt så kallad pep cheer på Boden Hockeys hemmamatcher.
Föreningen har vunnit MVP (Most Valuable Performance) på riksmästerskapet två gånger sedan 2008.[källa behövs]